# Indigofera bracteata
Indigofera bracteata är en ärtväxtart som beskrevs av John Gilbert Baker. Indigofera bracteata ingår i släktet indigosläktet, och familjen ärtväxter.

## Underarter
Arten delas in i följande underarter:
- I. b. bracteata
- I. b. khasiana